# الأردن في كأس آسيا
شارك المنتخب الأردني في كأس آسيا خمس مرّات، في أعوام 2004 و2011 و2015 و2019 وكأس آسيا 2023. حقّقوا أفضل نتائجهم في نُسخ 2004 و2011 و 2024، حيث بلغوا الدور ربع النهائي. ومع ذلك بمجرد أن طور منتخب الأردن نفسه للانضمام إلى العالم الجديد، شهدت كرة القدم الأردنية أيضًا تغييرات إيجابية كبيرة. تأهل الأردن لكأس آسيا لأول مرة في عام 2004، قبل أن يفعل ذلك مرة أخرى في 2011 و2015 و2019 و2023. وفي البطولتين الأوليين، فاجأ الأردن كل التوقعات بتعادله وهزيمته للعديد من القوى الآسيوية مثل كوريا الجنوبية واليابان والمملكة العربية السعودية. وكانوا يعتبرون من المستضعفين بشدة وتأهلوا إلى ربع النهائي مرتين، وهي أفضل نتيجة لهم حتى الآن. لكن في عام 2015، اضطر الأردن للمرة الأولى إلى العودة إلى بلاده من دور المجموعات. في عام 2019 وصلوا إلى دور الـ16 وفي بطولة 2023 وصلوا الآن إلى النهائيات.

## مجموع المشاركات
| سجل كأس آسيا | سجل كأس آسيا    | سجل كأس آسيا | سجل كأس آسيا | سجل كأس آسيا | سجل كأس آسيا | سجل كأس آسيا | سجل كأس آسيا | سجل كأس آسيا |         | سجل التصفيات | سجل التصفيات | سجل التصفيات | سجل التصفيات | سجل التصفيات | سجل التصفيات |         |
| السنة        | الدور           | المركز       | لعب          | فاز          | تعادل*       | خسر          | له           | عليه         | لعب     | فاز          | تعادل*       | خسر          | له           | عليه         |              |         |
| ------------ | --------------- | ------------ | ------------ | ------------ | ------------ | ------------ | ------------ | ------------ | ------- | ------------ | ------------ | ------------ | ------------ | ------------ | ------------ | ------- |
| 1956         | لم يدخل         | لم يدخل      | لم يدخل      | لم يدخل      | لم يدخل      | لم يدخل      | لم يدخل      | لم يدخل      | لم يدخل | لم يدخل      | لم يدخل      | لم يدخل      | لم يدخل      | لم يدخل      | لم يدخل      | لم يدخل |
| 1960         | لم يدخل         | لم يدخل      | لم يدخل      | لم يدخل      | لم يدخل      | لم يدخل      | لم يدخل      | لم يدخل      | لم يدخل | لم يدخل      | لم يدخل      | لم يدخل      | لم يدخل      | لم يدخل      | لم يدخل      | لم يدخل |
| 1964         | لم يدخل         | لم يدخل      | لم يدخل      | لم يدخل      | لم يدخل      | لم يدخل      | لم يدخل      | لم يدخل      | لم يدخل | لم يدخل      | لم يدخل      | لم يدخل      | لم يدخل      | لم يدخل      | لم يدخل      | لم يدخل |
| 1968         | لم يدخل         | لم يدخل      | لم يدخل      | لم يدخل      | لم يدخل      | لم يدخل      | لم يدخل      | لم يدخل      | لم يدخل | لم يدخل      | لم يدخل      | لم يدخل      | لم يدخل      | لم يدخل      | لم يدخل      | لم يدخل |
| 1972         | لم يتأهل        | لم يتأهل     | لم يتأهل     | لم يتأهل     | لم يتأهل     | لم يتأهل     | لم يتأهل     | لم يتأهل     | 6       | 2            | 1            | 3            | 5            | 9            |              |         |
| 1976         | لم يدخل         | لم يدخل      | لم يدخل      | لم يدخل      | لم يدخل      | لم يدخل      | لم يدخل      | لم يدخل      | لم يدخل | لم يدخل      | لم يدخل      | لم يدخل      | لم يدخل      | لم يدخل      | لم يدخل      | لم يدخل |
| 1980         | لم يدخل         | لم يدخل      | لم يدخل      | لم يدخل      | لم يدخل      | لم يدخل      | لم يدخل      | لم يدخل      | لم يدخل | لم يدخل      | لم يدخل      | لم يدخل      | لم يدخل      | لم يدخل      | لم يدخل      | لم يدخل |
| 1984         | لم يتأهل        | لم يتأهل     | لم يتأهل     | لم يتأهل     | لم يتأهل     | لم يتأهل     | لم يتأهل     | لم يتأهل     | 4       | 1            | 1            | 2            | 7            | 10           |              |         |
| 1988         | لم يتأهل        | لم يتأهل     | لم يتأهل     | لم يتأهل     | لم يتأهل     | لم يتأهل     | لم يتأهل     | لم يتأهل     | 4       | 1            | 3            | 0            | 2            | 1            |              |         |
| 1992         | لم يدخل         | لم يدخل      | لم يدخل      | لم يدخل      | لم يدخل      | لم يدخل      | لم يدخل      | لم يدخل      | لم يدخل | لم يدخل      | لم يدخل      | لم يدخل      | لم يدخل      | لم يدخل      |              |         |
| 1996         | لم يتأهل        | لم يتأهل     | لم يتأهل     | لم يتأهل     | لم يتأهل     | لم يتأهل     | لم يتأهل     | لم يتأهل     | 2       | 1            | 0            | 1            | 4            | 1            |              |         |
| 2000         | لم يتأهل        | لم يتأهل     | لم يتأهل     | لم يتأهل     | لم يتأهل     | لم يتأهل     | لم يتأهل     | لم يتأهل     | 4       | 2            | 1            | 1            | 12           | 4            |              |         |
| 2004         | ربع النهائي     | السابع       | 4            | 1            | 3            | 0            | 3            | 1            | 6       | 5            | 0            | 1            | 13           | 6            |              |         |
| 2007         | لم يتأهل        | لم يتأهل     | لم يتأهل     | لم يتأهل     | لم يتأهل     | لم يتأهل     | لم يتأهل     | لم يتأهل     | 6       | 3            | 1            | 2            | 10           | 5            |              |         |
| 2011         | ربع النهائي     | السادس       | 4            | 2            | 1            | 1            | 5            | 4            | 6       | 2            | 2            | 2            | 4            | 4            |              |         |
| 2015         | مرحلة المجموعات | التاسع       | 3            | 1            | 0            | 2            | 5            | 4            | 6       | 3            | 3            | 0            | 9            | 2            |              |         |
| 2019         | دور ال16        | التاسع       | 4            | 2            | 2            | 0            | 4            | 1            | 9       | 6            | 1            | 2            | 28           | 7            |              |         |
| 2023         | النهائي         | الثاني       | 7            | 4            | 1            | 2            | 13           | 8            | 11      | 7            | 2            | 2            | 19           | 3            |              |         |
| 2027         | تم التأهل       |              |              |              |              |              |              |              | 6       | 4            | 1            | 1            | 16           | 4            |              |         |
| المجموع      | 0 الألقاب       | 6/19         | 22           | 10           | 7            | 5            | 30           | 18           | 61      | 30           | 15           | 16           | 107          | 52           |              |         |

### سجل النتائج
| أول مُباراة | كوريا الجنوبية 0–0 الأردن · (19 يوليو 2004؛ جينان، الصين) |
| أكبر فوز   | فلسطين 1–5 الأردن · (16 يناير 2015؛ ملبورن، أستراليا)     |
| أكبر هزيمة | اليابان 2–0 الأردن · (20 يناير 2015؛ ملبورن، أستراليا)    |
| أفضل إنجاز | ربع النهائي (2004، 2011)                                  |

## سجل الأردن في كأس آسيا

### الصين 2004
في كأس آسيا 2004 في الصين، كان منتخب الأردن لكرة القدم ضمن المشاركين في البطولة لأول مرة في تاريخه. تألق المنتخب الأردني في هذا الحدث، حيث تمكن من التأهل إلى الدور ربع النهائي، بعد تحقيق نتائج جيدةفي الدور الأول. وفي مباراته مع منتخب اليابان في الدور ربع النهائي خرج منتخب الأردن من البطولة بعد الركلات الترجيحية.

#### المجموعة الثانية
| فريق                     | لعب | ف | ت | خ | له | عليه | ف.أ | نقاط |
| ------------------------ | --- | - | - | - | -- | ---- | --- | ---- |
| كوريا الجنوبية           | 3   | 2 | 1 | 0 | 6  | 0    | +6  | 7    |
| الأردن                   | 3   | 1 | 2 | 0 | 2  | 0    | +2  | 5    |
| الكويت                   | 3   | 1 | 0 | 2 | 3  | 7    | −4  | 3    |
| الإمارات العربية المتحدة | 3   | 0 | 1 | 2 | 1  | 5    | −4  | 1    |

| كوريا الجنوبية | 0–0   | الأردن |
| -------------- | ----- | ------ |
|                | تقرير |        |

| الأردن                   | 2–0   | الكويت |
| ------------------------ | ----- | ------ |
| سعد 90+1' · الزبون 90+2' | تقرير |        |

| الأردن | 0–0   | الإمارات العربية المتحدة |
| ------ | ----- | ------------------------ |
|        | تقرير |                          |

#### ربع النهائي
| اليابان                                                             | 1–1 (ب.و.إ.) | الأردن                                                          |
| ------------------------------------------------------------------- | ------------ | --------------------------------------------------------------- |
| سوزوكي 14'                                                          | تقرير        | شلباية 11'                                                      |
| ركلات الترجيح                                                       |              |                                                                 |
| ناكامورا · أليكس · فوكونيشي · ناكاتا · سوزوكي · ناكازاوا · ميياموتو | 4–3          | أبو زمع · العوضات · عقل · الشبول · إبراهيم · الزبون · بني ياسين |

### قطر 2011
شارك منتخب الأردن لكرة القدم في كأس آسيا 2011، التي أُقيمت في قطر، و كانت هذه هي المشاركة الثانية للمنتخب الأردني في تاريخه. في الدور الاول من البطولة، وقعت الأردن في المجموعة الثاثة مع منتخبات اليابان وسوريا والسعودية، وحصل على الترتيب الثاني بالمجموعة وصعد للدور الثاني مع اليابان الذي تصدر المجموعة. وفي الدور الثاني التقى مع منتخب اوزباكستان وخسر بنتيجة ø-ɨ وخرج من البطولة.

#### المجموعة
| م | الفريق       | لعب | ف | ت | خ | أ.له | أ.ع | أ.ف | نقاط | التأهل                       |
| - | ------------ | --- | - | - | - | ---- | --- | --- | ---- | ---------------------------- |
| 1 | اليابان (A)  | 3   | 2 | 1 | 0 | 8    | 2   | +6  | 7    | يتقدم إلى مرحلة خروج المغلوب |
| 2 | الأردن (A)   | 3   | 2 | 1 | 0 | 4    | 2   | +2  | 7    | يتقدم إلى مرحلة خروج المغلوب |
| 3 | سوريا (E)    | 3   | 1 | 0 | 2 | 4    | 5   | −1  | 3    |                              |
| 4 | السعودية (E) | 3   | 0 | 0 | 3 | 1    | 8   | −7  | 0    |                              |

| اليابان        | 1–1 | الأردن           |
| -------------- | --- | ---------------- |
| - يوشيدا 90+2' |     | - عبد الفتاح 45' |

| الأردن           | 1–0 | السعودية |
| ---------------- | --- | -------- |
| - عبد الرحمن 42' |     |          |

| الأردن                         | 2–1 | سوريا      |
| ------------------------------ | --- | ---------- |
| - دياب 30' (ه.ذ.) - الصيفي 59' |     | - زينو 15' |

#### ربع النهائي
| أوزبكستان          | 2–1 | الأردن             |
| ------------------ | --- | ------------------ |
| - باكاييف 47'، 49' |     | - ب. بني ياسين 58' |

### أستراليا 2015
شارك الأردن للمرة الثالثة في كأس آسيا 2015  في أستراليا.  حيث أوقعته القرعة مع  اليابان للمرة الثانية، مع العراق وفلسطين التي تشارك لأول مرة.  وكان من المتوقع على الأقل أن يفاجأ الأردن مرة أخرى بالتأهل إلى ربع النهائي أو حتى الوصول إلى المركز الأول في المجموعة. تحطمت آمالهم بالخسارة  0-1 أمام العراق، قبل أن يفوز على فلسطين 5-1 بثنائية حمزة الدردور. كان من الممكن أن يلتقي الأردن مع اليابان في المواجهة الأخيرة، وكانوا يتوقعون تحقيق رقم قياسي مفاجئ مرة أخرى، بعد أن تعادلوا مع اليابان 1-1 في مواجهتين سابقتين. لسوء الحظ، تعلم الساموراي الأزرق من خطأين سابقين واضطر الأردن إلى العودة إلى دياره بعد خسارة 0-2 امام منتخب اليابان.

#### المجموعة د[1]
| م | الفريق  | لعب | ف | ت | خ | أ.له | أ.ع | أ.ف | نقاط | التأهل                       |
| - | ------- | --- | - | - | - | ---- | --- | --- | ---- | ---------------------------- |
| 1 | اليابان | 3   | 3 | 0 | 0 | 7    | 0   | +7  | 9    | يتقدم إلى مرحلة خروج المغلوب |
| 2 | العراق  | 3   | 2 | 0 | 1 | 3    | 1   | +2  | 6    | يتقدم إلى مرحلة خروج المغلوب |
| 3 | الأردن  | 3   | 1 | 0 | 2 | 5    | 4   | +1  | 3    |                              |
| 4 | فلسطين  | 3   | 0 | 0 | 3 | 1    | 11  | −10 | 0    |                              |

| الأردن | 0–1   | العراق     |
| ------ | ----- | ---------- |
|        | تقرير | - قاسم 77' |

| فلسطين      | 1–5   | الأردن                                       |
| ----------- | ----- | -------------------------------------------- |
| - حبيشة 84' | تقرير | - الرواشدة 32' - الدرور 34'، 45+2'، 75'، 79' |

| اليابان                  | 2–0   | الأردن |
| ------------------------ | ----- | ------ |
| - هوندا 24' - كاغاوا 82' | تقرير |        |

### الإمارات العربية المتحدة 2019

#### المجموعة ب
| م | الفريق   | لعب | ف | ت | خ | أ.له | أ.ع | أ.ف | نقاط | التأهل                      |
| - | -------- | --- | - | - | - | ---- | --- | --- | ---- | --------------------------- |
| 1 | الأردن   | 3   | 2 | 1 | 0 | 3    | 0   | +3  | 7    | تقدم إلى مرحلة خروج المغلوب |
| 2 | أستراليا | 3   | 2 | 0 | 1 | 6    | 3   | +3  | 6    | تقدم إلى مرحلة خروج المغلوب |
| 3 | فلسطين   | 3   | 0 | 2 | 1 | 0    | 3   | −3  | 2    |                             |
| 4 | سوريا    | 3   | 0 | 1 | 2 | 2    | 5   | −3  | 1    |                             |

| أستراليا | 0–1   | الأردن          |
| -------- | ----- | --------------- |
|          | تقرير | - بني ياسين 26' |

| الأردن                   | 2–0   | سوريا |
| ------------------------ | ----- | ----- |
| - التعمري 26' - خطاب 43' | تقرير |       |

| فلسطين | 0–0   | الأردن |
| ------ | ----- | ------ |
|        | تقرير |        |

#### دور ال16
| الأردن                             | 1–1 (ب.و.إ.) | فيتنام                                                                               |
| ---------------------------------- | ------------ | ------------------------------------------------------------------------------------ |
| - عبد الرحمن 39'                   | تقرير        | - نغوين كونغ فونغ 51'                                                                |
| ركلات الترجيح                      |              |                                                                                      |
| - عبد الرحمن - فيصل - سمير - عرسان | 2–4          | - كوي نغوك هاي - دو هونغ دونغ - لونغ سوان ترونغ - تران مين فونغ - بوي تين دونغ الأول |

### قطر 2023

#### المجموعة الخامسة
| م | الفريق         | لعب | ف | ت | خ | أ.له | أ.ع | أ.ف | نقاط | التأهل                     |
| - | -------------- | --- | - | - | - | ---- | --- | --- | ---- | -------------------------- |
| 1 | البحرين        | 3   | 2 | 0 | 1 | 3    | 3   | 0   | 6    | عبر إلى مرحلة خروج المغلوب |
| 2 | كوريا الجنوبية | 3   | 1 | 2 | 0 | 8    | 6   | +2  | 5    | عبر إلى مرحلة خروج المغلوب |
| 3 | الأردن         | 3   | 1 | 1 | 1 | 6    | 3   | +3  | 4    | عبر إلى مرحلة خروج المغلوب |
| 4 | ماليزيا        | 3   | 0 | 1 | 2 | 3    | 8   | −5  | 1    |                            |

| ماليزيا | 0–4   | الأردن                                       |
| ------- | ----- | -------------------------------------------- |
|         | تقرير | - 12'، 32' المرضي - 18' (ركلة.)، 85' التعمري |

| الأردن                                     | 2–2   | كوريا الجنوبية                                   |
| ------------------------------------------ | ----- | ------------------------------------------------ |
| - بارك جونغ-وو 37' (ه.ذ.) - النعيمات 45+6' | تقرير | - سون هيونغ مين 9' (ركلة.) - بو عرب 90+1' (ه.ذ.) |

| الأردن | 0–1   | البحرين    |
| ------ | ----- | ---------- |
|        | تقرير | - هلال 34' |

#### دور ال16
| العراق                | 2–3   | الأردن                                           |
| --------------------- | ----- | ------------------------------------------------ |
| - ناطق 68' - حسين 76' | تقرير | - النعيمات 45+1' - أبو عرب 90+5' - الرشدان 90+7' |

#### ربع النهائي
| طاجيكستان | 0–1   | الأردن               |
| --------- | ----- | -------------------- |
|           | تقرير | - هانونوف 66' (ه.ذ.) |

#### نصف النهائي
| الأردن                       | 2–0   | كوريا الجنوبية |
| ---------------------------- | ----- | -------------- |
| - النعيمات 53' - التعمري 66' | تقرير |                |

#### النهائي[ar 7][book 2]
| الأردن       | 1–3   | قطر                                          |
| ------------ | ----- | -------------------------------------------- |
| النعيمات 67' | تقرير | عفيف 22' (ركلة.)، 73' (ركلة.)، 90+5' (ركلة.) |